# ハヌカゲルト

ハヌカゲルトの例

ハヌカゲルト（イディッシュ語: חנוכה געלט、英語: Hanukkah gelt）は、ユダヤ教の年中行事の1つハヌカの際に両親から子供たちに贈られる金貨の形をしたチョコレート。